# Živilė
Živilė ist ein litauischer weiblicher Vorname.

## Personen
- Živilė Balčiūnaitė (* 1979), Langstreckenläuferin, Europameisterin im Marathon
- Živilė Jurgutytė (* 1987), Handballspielerin
- Živilė Mikėnaitė (* 1970), Verwaltungsjuristin, Leiterin der Gefängniswesen-Behörde, General
- Živilė Pinskuvienė (* 1975), Politikerin, Bürgermeisterin von Širvintos, Vizeministerin der Landwirtschaft,  Parteivorsitzende der Darbo partija (leiboristai)
- Živilė Raudonienė (* 1982), Fitnessmodel, Bodybuilderin und Wrestlerin
- Živilė Simonaitytė (* 1986), Politikerin, Vizeministerin der Gesundheit und stellvertretende Generalauditorin des Staates
- Živilė Šarakauskienė (* 1978), Schachspielerin, Internationale Meisterin (WIM)